# 荣耀之扈号鱼雷巡洋舰
“荣耀之扈”号鱼雷巡洋舰（土耳其語：Peyk-i Şevket）是奥斯曼帝国海军旗下一艘鱼雷巡洋舰，于1906年至1907年在德国建造，是其同级舰的首舰。该舰于1906年由德国日耳曼尼亚船厂建造，并于1907年11月交付给奥斯曼帝国海军。该舰的主要武器包括三具450（18英寸）鱼雷发射管和两门105（4.1英寸）火炮，最高速度可达21節（39每小時；24英里每小時）。在1930年代末进行的一次大型整修中，该舰的武器装备得到了更新，舰艏和上层建筑也进行了一系列改造。
在1911年意土战争初期，该船被扣押在英国控制下的苏伊士运河，因此在战争期间没有参与任何行动。在1913年第一次巴尔干战争期间，该舰炮轰了威胁奥斯曼帝国首都君士坦丁堡的保加利亚军队。1915年8月，在第一次世界大战的达达尼尔战役期间，该舰被英国潜艇“E11”号以鱼雷击中。此后对该舰的维修一直持续到1917年。在战争的最后一年，该舰在黑海服役，护送运兵船前往高加索。1923年，该舰更名为“Peyk”号。随着奥斯曼帝国的崩溃，该舰继续在土耳其海军服役，直至1944年退役。1953年至1954年间，该舰被拆解报废。

## 设计
“荣誉之扈”号被奥斯曼海军归类为鱼雷巡洋舰，有时也被称为鱼雷炮艇。该舰全长80（260英尺），舷宽8.4（28英尺），吃水深度2.5（8英尺2英寸）。在海试期间，该舰的排水量为775長噸（787公噸）。该舰的动力系统由两台立式三胀蒸汽机组成，每台驱动一具螺旋桨。发动机额定输出功率为5,100匹指示馬力（3,800千瓦特），最高速度为21節（39每小時；24英里每小時），巡航半径可达3,240海里（6,000；3,730英里）。该舰常规配置的舰员为105名军官和士兵。
“荣誉之扈”号的主要进攻武器是三具450（18英寸）鱼雷发射管。其中一具安装在舰艏，位于水面上方，另外两具则安装在甲板中部的旋转发射器中。该舰配备了两门105（4.1英寸）SK L/40型舰炮火炮，分别安装在艏楼和后甲板上的单装炮盾中。此外，该舰还装备了六门57（2.2英寸）火炮，其中四门安装在内，以及两门37（1.5英寸）火炮。该舰没有装甲防护。

## 服役历史
“荣誉之扈”号于1903年1月18日被订购，并于1906年2月在德国基尔的日耳曼尼亚船厂安放龙骨。该舰于同年11月15日下水，并于1907年完工。在完成海试后，她被移交至奥斯曼海军，并于11月13日抵达君士坦丁堡，正式加入奥斯曼舰队。拉乌夫·奥尔贝接任该舰舰长，并一直担任此职至1911年。1909年，“荣誉之扈”号与其姊妹舰一起参加了奥斯曼海军二十年来首次舰队演习。1911年9月意土战争爆发时，“荣誉之扈”号正在红海；10月2日，在荷台达附近遭遇了意大利鱼雷巡洋舰“阿雷图萨”号和炮艇“Volturno”号。两艘意大利舰艇迫使“荣誉之扈”号逃入港口，随后炮击了码头设施并撤离。“荣誉之扈”号后来被扣押在英国控制下的苏伊士运河，直到战争结束。1913年3月第一次巴尔干战争期间，在第二次恰塔尔贾战役中保加利亚军队发动攻击时，该舰被派往黑海支援恰塔尔贾驻军。在包括“荣誉之扈”号在内的奥斯曼舰队的猛烈炮击下，保加利亚军队被迫于3月30日撤退。

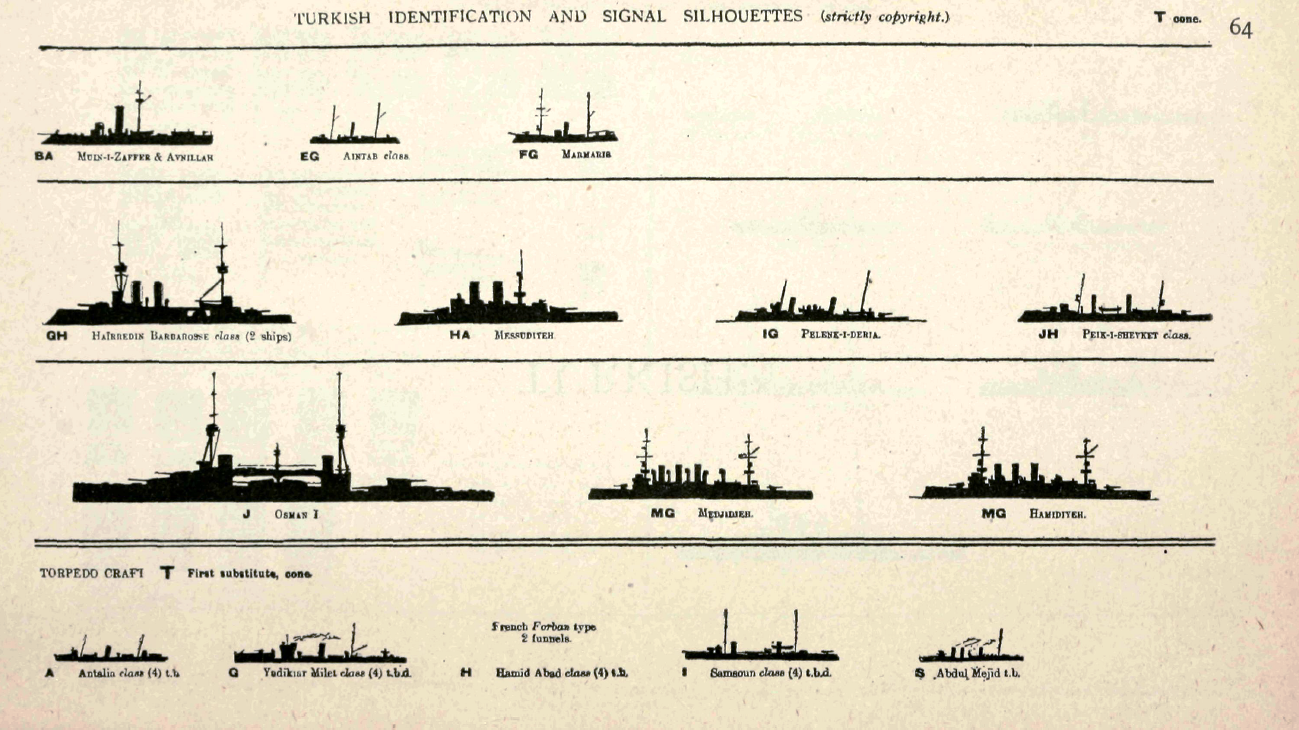
1914年奥斯曼海军主要军舰的轮廓图；荣誉之扈级舰艇位于第二排第四艘

1914年8月3日，“荣誉之扈”号驶往君士坦丁堡，原计划开始一次长时间的检修。但由于欧洲爆发第一次世界大战，地区局势日益紧张，该舰仅进行了涂装并装载了弹药、燃料和补给。11月20日，“荣誉之扈”号与战列巡洋舰“严君苏丹萨利姆”号（原德国“戈本”号）一起在博斯普鲁斯海峡外巡逻。12月，该舰与其姊妹舰“全能之光”号，以及“严君苏丹塞利姆”号和“米迪利”号（前德国轻巡洋舰）一起护送一支由四艘运兵船组成的船队前往里泽。1915年6月22日，“荣誉之扈”号在马尔马拉海为恰纳卡莱的奥斯曼驻军运送弹药时，险些被英国潜艇“E12”号用鱼雷击中。两个月后，8月6日，“E11”号成功以鱼雷击中该舰，并造成严重损坏。
该舰于1917年重新服役，到1918年7月又再次投入现役，被用于在君士坦丁堡和高加索之间护送运兵船。“荣誉之扈”号最终在战争的最后几周，即1918年10月30日退役，并被搁置在君士坦丁堡。11月30日，奥斯曼帝国与协约国签署了《穆兹罗斯停战协定》，结束了这场冲突。
1923年土耳其独立战争结束后，土耳其共和国取代了旧奥斯曼帝国，该船被更名为“Peyk”号。当时，该舰是土耳其舰队经历了十多年近乎连续不断的战争后，少数仍在服役的主要战舰之一。1925年至1927 年间，该舰在格尔居克海军船厂进行了现代化改造，并于1927年重新服役。1936年至1938年间，该舰进行了大规模的改建，舰艏被更换，上层建筑也进行了重建，旧式火炮装备被替换为两门88毫米45倍径火炮和四门37毫米40倍径火炮。该舰一直服役到1944年，随后从海军名册中除名。此后该舰被搁置在伊兹米特被，并于1953年至1954年间在格尔居克造船厂拆解。

## 脚注

### 引文
1. ↑  章骞（2014年），第258页
2. ↑  张黎源（2020年），第99页
3. ↑  Fleets of the World，第140頁.
4. 1 2 3 4  Lyon (1979)，第392頁.
5. ↑  Langensiepen & Güleryüz (1995)，第14, 25, 149頁.
6. ↑  Stephenson (2014)，第62頁.
7. ↑  Langensiepen & Güleryüz (1995)，第25頁.
8. ↑  Erickson (2003)，第288–289頁.
9. ↑  Langensiepen & Güleryüz (1995)，第28, 38–39, 46頁.
10. ↑  Langensiepen & Güleryüz (1995)，第54, 89, 149頁.
11. ↑  Langensiepen & Güleryüz (1995)，第59, 149頁.
12. ↑  Langensiepen & Güleryüz (1995)，第149頁.